# Panelus bakeri
Panelus bakeri là một loài bọ cánh cứng trong họ Bọ hung (Scarabaeidae).